# George Underwood
George Bernard Underwood (Manchester (New Hampshire), 4 november 1884 - Boston, 28 augustus 1943) was een Amerikaans atleet.

## Biografie
Underwood behaalde tijdens de Olympische Zomerspelen 1904 de eerste plaats 4 mijl voor teams.

## Titels
- Olympisch kampioen 4 mijl, Team - 1904

## Palmares

### 800 m
- 1904: 4e OS

### 5000 m, team
- 1904:  OS - 27 punten